# Pararge castaneaparvorientalis
Pararge castaneaparvorientalis är en fjärilsart som beskrevs av Ruggero Verity 1938. Pararge castaneaparvorientalis ingår i släktet Pararge och familjen praktfjärilar. Inga underarter finns listade i Catalogue of Life.